# Salacia nitida
Salacia nitida är en benvedsväxtart som först beskrevs av George Bentham, och fick sitt nu gällande namn av Nicholas Edward Brown. Salacia nitida ingår i släktet Salacia och familjen Celastraceae. Utöver nominatformen finns också underarten S. n. bipindensis.